# 特勒吉國家公園

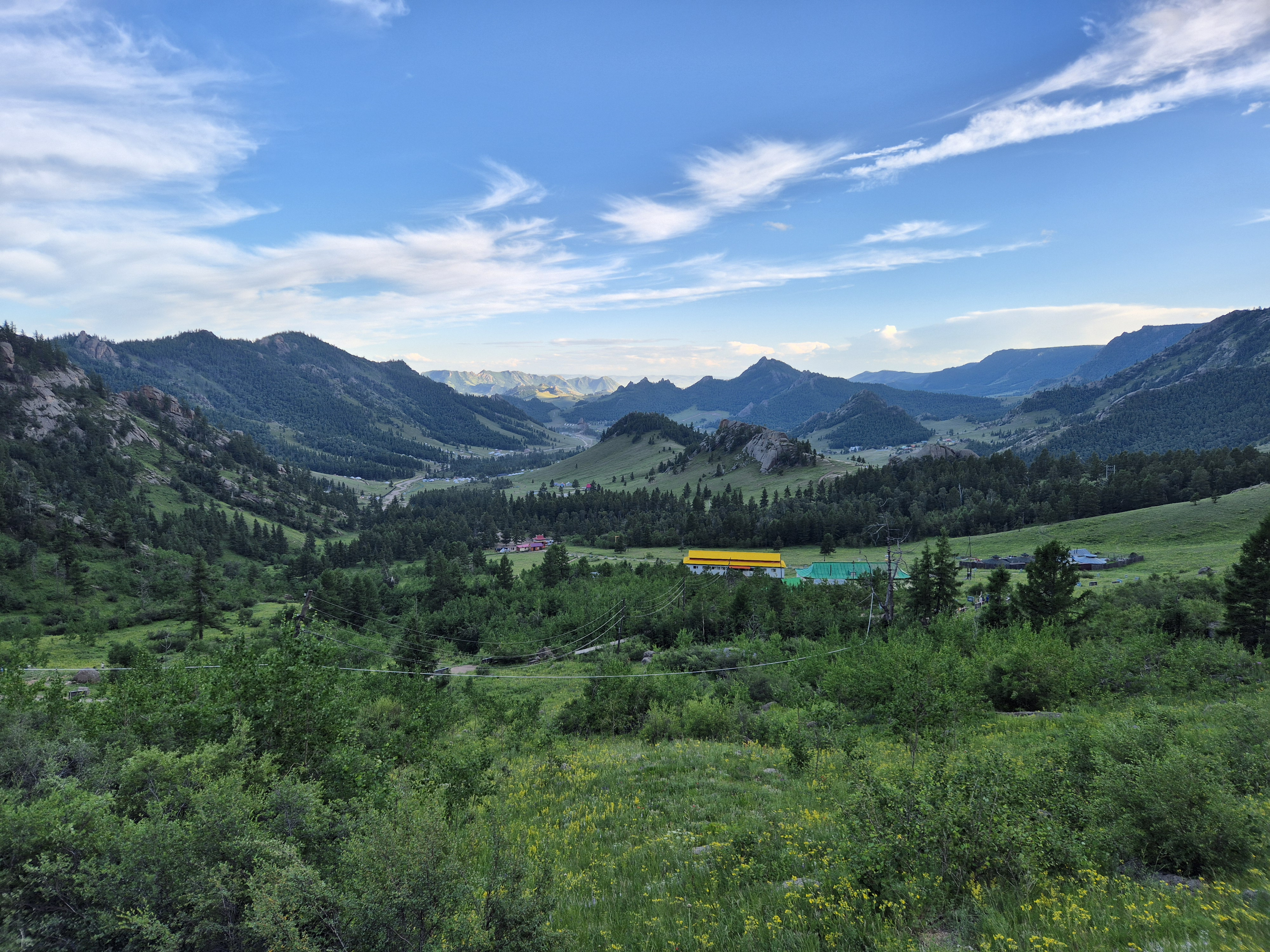
特勒吉國家公園

48°09′01″N 107°34′34″E / 48.150204°N 107.576006°E
特勒吉國家公園是蒙古國的國家公園，位於該國北部，處於中央省，距離首都烏蘭巴托37公里，成立於1993年，該國家公園面積2,920平方公里。
也稱特列尔吉旅游点，位于乌兰巴托市远郊的图勒河（Tuul）畔。此处四面环山，由三个旅游点组成。其中最大的一个旅游点为乌兰巴托饭店分店。其他两个旅游点较小，由蒙古包组成。